# ダンカン (イギリス駆逐艦・初代)
ダンカン (HMS Duncan) はイギリス海軍の駆逐艦。D級。嚮導艦として建造された艦で、他のD級駆逐艦より排水量が25英トン多く、また定員も30名多かった。

## 艦歴
1931年9月25日起工。1932年7月7日進水。1933年3月31日就役。
地中海の第1駆逐艦戦隊に所属。1933年9月から11月にはペルシャ湾および紅海へ展開した。1934年9月3日から10月23日までポーツマスで修理を行い、それから中国へ移動し1935年1月3日に香港に到着。その後数年間は極東周辺でのショー・ザ・フラッグに費やされ、日本、フリピン、オランダ領東インド、シンガポール、タイ、イギリス領マラヤを訪問している。1936年12月14日から1937年1月4日まで、洋上給油試験の際に蒙った損傷の修理を行った。1937年の日本軍侵攻の際は上海にあり、スループ「ファルマス」とともにイギリス市民を呉淞区へと脱出させた。1938年10月28日、福州市でギリシャ船「Pipina」と衝突。1938年10月31日から1939年1月14日まで香港で修理を行った。

### 第二次世界大戦
第二次世界大戦勃発とともに、「ダンカン」と駆逐艦「ダイアナ」、「デアリング」、「デインティ」は地中海艦隊へ転属となり9月30日にアレクサンドリアに到着した。4隻とも状態はよくなく、修理の後、禁制品取り締まり任務に従事した。12月、「ダンカン」は駆逐艦「ダッチェス」とともにイギリスへ戻る戦艦「バーラム」を護衛した。12月6日にジブラルタルを出発したが、その途中で「バーラム」と「ダッチェス」が衝突事故を起こし「ダッチェス」は沈没した。12月12日、「ダンカン」は本国艦隊の第3駆逐艦戦隊に配属された。
1月17日、「ダンカン」はON18船団護衛中に商船と衝突した。側面に20フィートの穴が生じたが沈没は免れた。インバーゴードンでの応急修理の後、グランジマウスへと曳航され7月22日まで完全な修理が行われた。修理完了後、スカパ・フローで第3駆逐艦戦隊に復帰。10月にはジブラルタル配備の第13駆逐艦戦隊に転属となり、空母「アーク・ロイヤル」、戦艦「バーラム」などの護衛としてクライド湾からジブラルタルへと向かった。H部隊に加わった「ダンカン」はコート作戦やカラー作戦に参加。11月末のスパルティヴェント岬沖海戦のときはイタリア軍からは離れた場所で船団護衛に当たっていた。
1941年1月1日、「ダンカン」は第13駆逐艦戦隊の4隻を率いてメリリャ付近でヴィシーフランス船団の商船4隻すべてを拿捕した。続いてMC4作戦に参加。2月はじめのグロッグ作戦ではジェノバ砲撃を行うH部隊の大型艦の護衛にあたった。3月はじめ、「ダンカン」は巡洋戦艦「レパルス」や空母「フューリアス」をジブラルタルからに西アフリカまで護衛し、そのままそこにとどまった。フリータウンを拠点に7月まで船団護衛に従事し、それから地中海に戻ってサブスタンス作戦に参加。第13駆逐群に再配属され、9月末にはハルバード作戦に参加した。
10月、「ダンカン」はシアネス工廠での修理が予定されていたことからジブラルタルからリバプールへ向かうHG75船団の護衛に割り当てられた。修理は11月16日から1942年1月23日まで行われ、完了後はジブラルタルで第13駆逐艦戦隊に復帰した。2月から3月にかけてはマルタへ航空機を運ぶ空母「イーグル」、「アーガス」を護衛。翌月、アイアンクラッド作戦（マダガスカルのディエゴ・スアレス）参加のため東洋艦隊の第22駆逐艦戦隊に転属。インド洋での4ヶ月間の作戦の後、「ダンカン」の護衛駆逐艦への改装が決定されたことから戦艦「ロイヤル・サヴリン」を護衛して喜望峰経由でイギリスへと戻った。11月16日にグリーノックに到着し、改装工事は11月24日にティルバリーで開始された。
改装内容は次の通り。
- 前部のA砲塔をヘッジホッグに置き換え
- 艦橋上のdirector-control towerと測距儀を271型レーダーに置き換え
- 煙突両側の2ポンド砲をエリコン20mm機銃に交換
- 探照灯の箇所にエリコン20mm機銃を追加
- 12ポンド対空砲を撤去[13]
- Y砲塔を撤去し爆雷搭載数を98個増加[14]

1943年4月に「ダンカン」はB-7護衛グループ (Escort Group B-7) に加わり、5月にはONS5船団やSC130船団を護衛した。その後も「ダンカン」は1943年10月まで北大西洋での船団護衛に従事。10月15日にはイギリス空軍のB-24爆撃機が撃沈したドイツ潜水艦「U470」の生存者15名を救助し、10月23日にはON207船団の守備中に駆逐艦「ヴィデット」およびイギリス空軍第224飛行隊のB-24とともにドイツ潜水艦「U274」を沈めた。また、10月29日にはON208船団護衛中に「ヴィデット」およびコルベット「サンフラワー」とともにドイツ潜水艦「U282」を沈めた。
この頃までに「ダンカン」は状態が悪くなっており広範囲にわたる修理が必要となった。修理はハーランド・アンド・ウルフのノース・ウーリッジの造船所で11月12日から1944年5月17日まで行われた。その後「ダンカン」は第14護衛グループ (14th Escort Group) に配属されて1945年4月まで船団護衛や対潜水艦作戦に従事し、それからGreenock Coastal Escort Poolに移された。5月13日に予備役となり、7月8日に廃棄が承認され、1949年に解体が完了した。